# Soave
Soave là một đô thị thuộc tỉnh Verona, Italia với dân số khoảng 6.800 người.
Soave có cự ly khoảng 23 km về phía đông của Verona.
Đô thị này có tòa lâu đài theo phong cách kiến trúc Trung cổ, sử dụng cho mục đích quân sự.

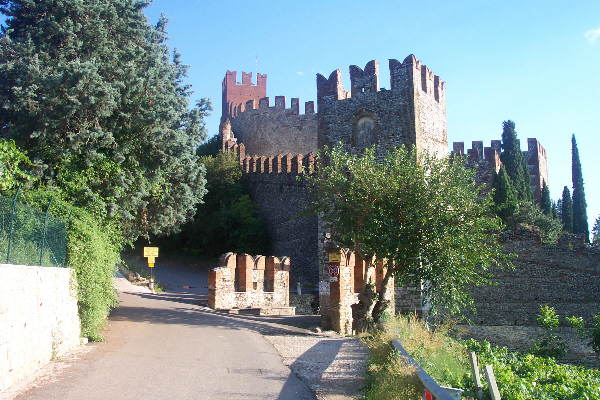
Lâu đài Soave.